# Acrossocheilus longipinnis
Acrossocheilus longipinnis és una espècie de peix de la família dels ciprínids i de l'ordre dels cipriniformes. Va ser descrit per l'ictiòleg xinès el 1939. De vegades se l'ha inclòs com una subespècie d'Acrossocheilus iridescens, però les autoritats recents els reconeixen com a espècies separades.

## Morfologia
Els adults poden assolir els 10 cm de longitud total.

## Distribució geogràfica
Es troba a Àsia.